# Coelotes akakinaensis
Coelotes akakinaensis là một loài nhện trong họ Amaurobiidae.
Loài này thuộc chi Coelotes. Coelotes akakinaensis được miêu tả năm 2000 bởi Shimojana.